# Nelly van Doesburg

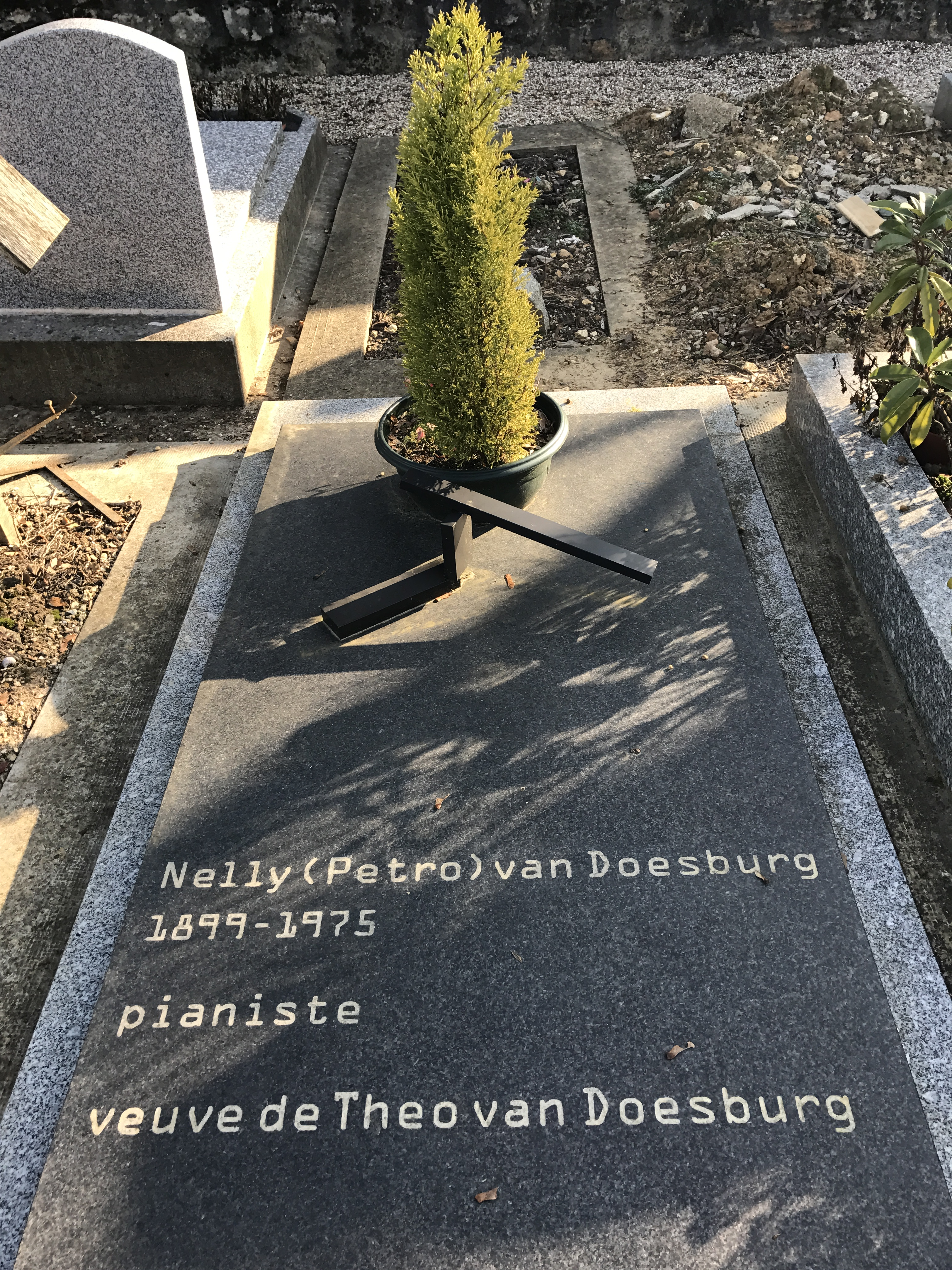
Tombe de Nelly Van Doesburg au cimetière de Trivaux à Meudon.

Nelly van Doesburg, Nelly van Moorsel ou Nelly Küpper-van Moorsel (née Petronella Johanna van Moorsel le 27 juillet 1899 à La Haye ; morte le 1er octobre 1975  à Meudon) est une danseuse, pianiste et artiste d'avant-garde néerlandaise. Elle utilisa Pétro van Doesburg comme nom d'artiste dada et se servit du pseudonyme Cupera en tant que peintre.

## Biographie
Pianiste, Nelly van Doesburg rencontre en 1920 au Cercle des artistes de La Haye Theo van Doesburg (né Christian Emile Marie Küpper), peintre, architecte et théoricien de l'art néerlandais.
Elle en est la troisième épouse (après Agnita Feis et Lena Milius). 
Elle est proclamée lors une tournée « Dada » à travers l’Allemagne « l’indispensable instrument musical dadaïste de l’Europe ».
Elle-même artiste, elle construisit avec lui à Meudon en 1930 une maison-atelier, « exemple magnifique de l’architecture sobre et fonctionnelle de ces années- là. »
La maison est protégée par la législation sur les monuments historiques.

## Galerie

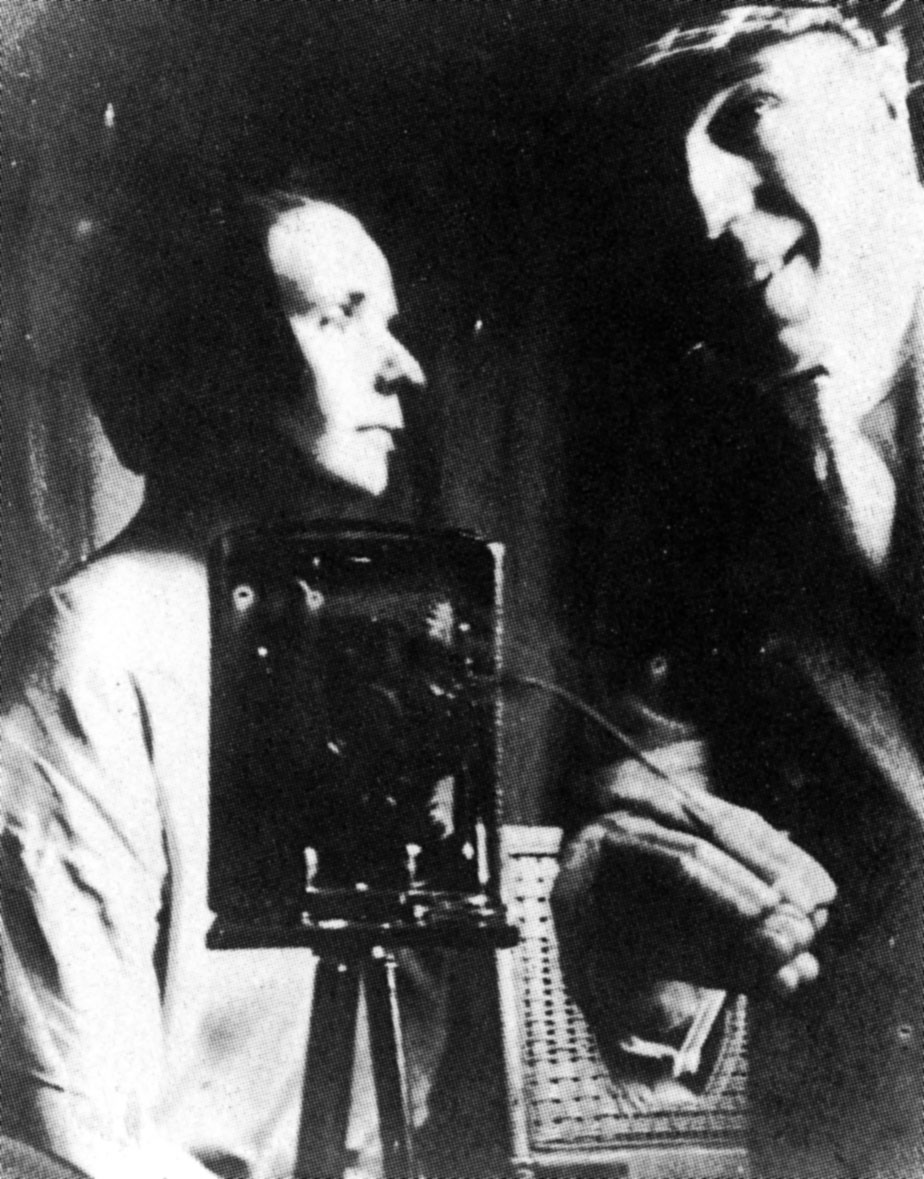
Theo et Nelly van Doesburg au 5 rue de Coulmiers, Paris, 1921.
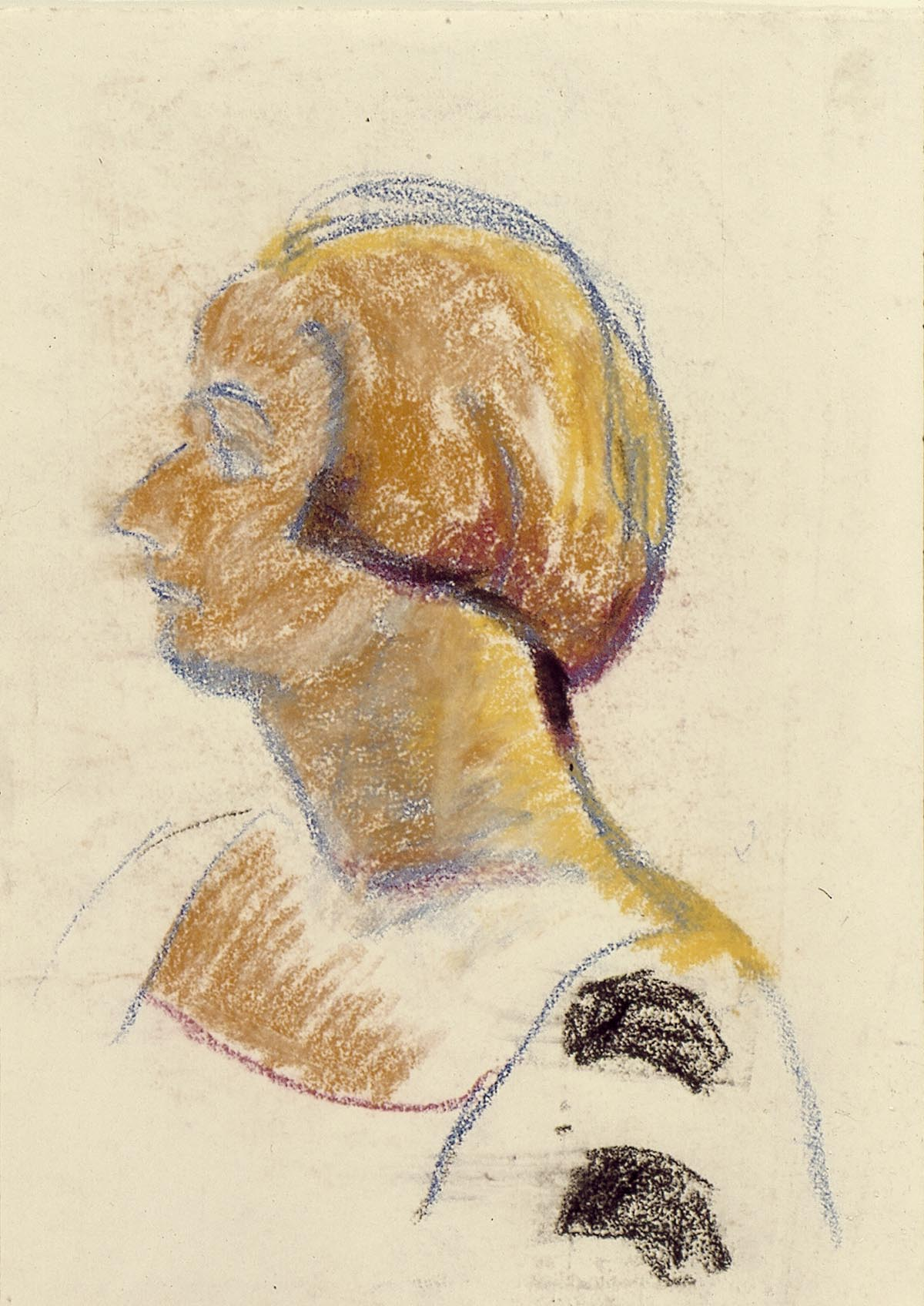
Portrait de Nelly van Doesburg par Theo van Doesburg, pastel sur papier, 1922. Centraal Museum d'Utrecht.
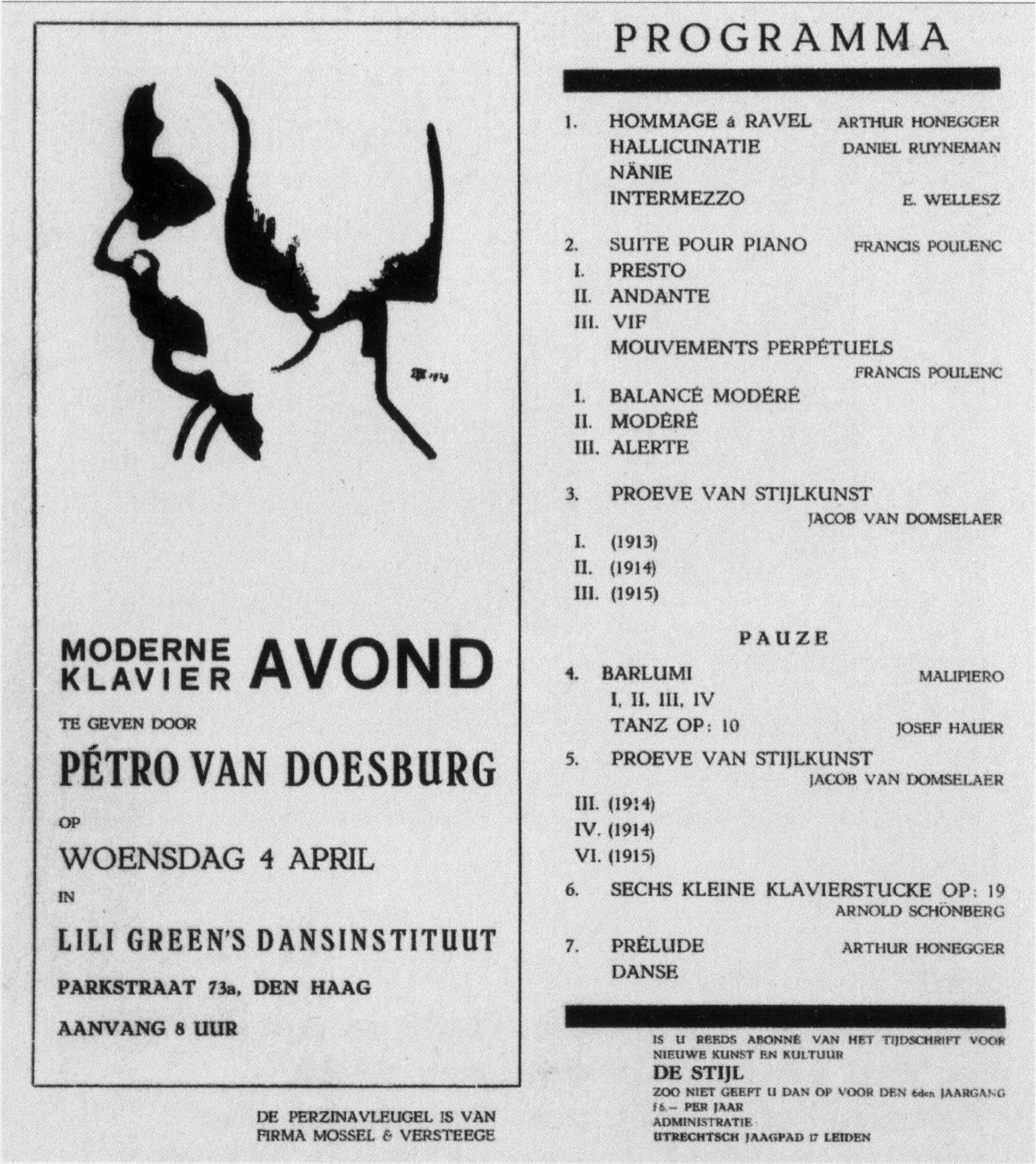
Programme d'un récital de Pétro van Doesburg au Lily Green's Dansinstituut, 1923. Musée national d'art moderne.
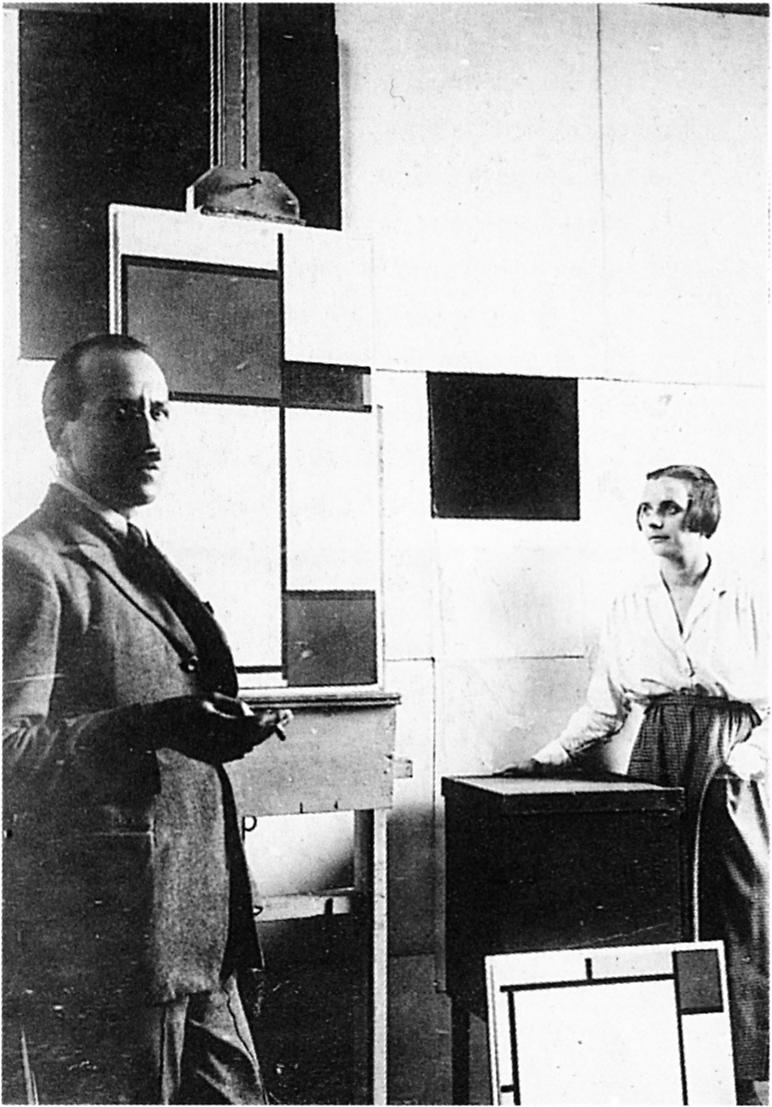
Piet Mondrian et Pétro van Doesburg dans l'atelier de Mondrian, rue du Départ, Paris, 1923.
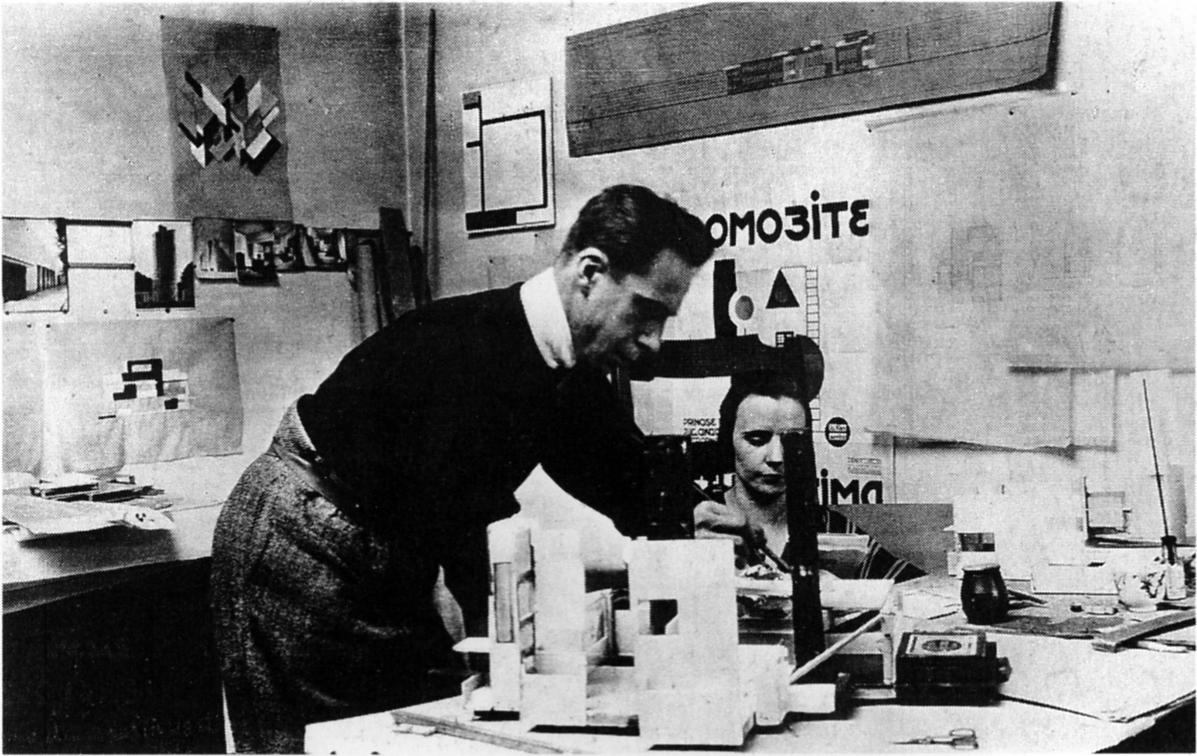
Theo et Nelly van Doesburg dans l'atelier de la rue du Moulin-Vert, Paris, 1923. Periszkop, vol. 1, nr. 4 (1925).
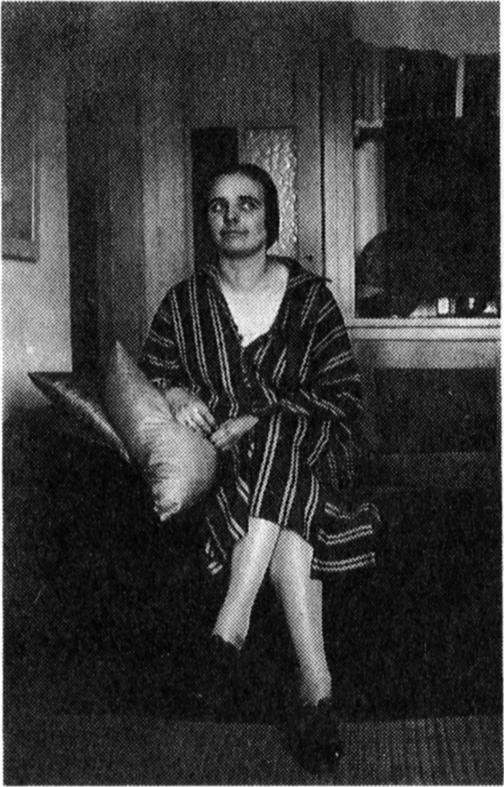
Nelly van Doesburg dans la maison de la seconde épouse de Theo van Doesburg, Lena Milius, 1923. Rijksbureau voor Kunsthistorische Documentatie.
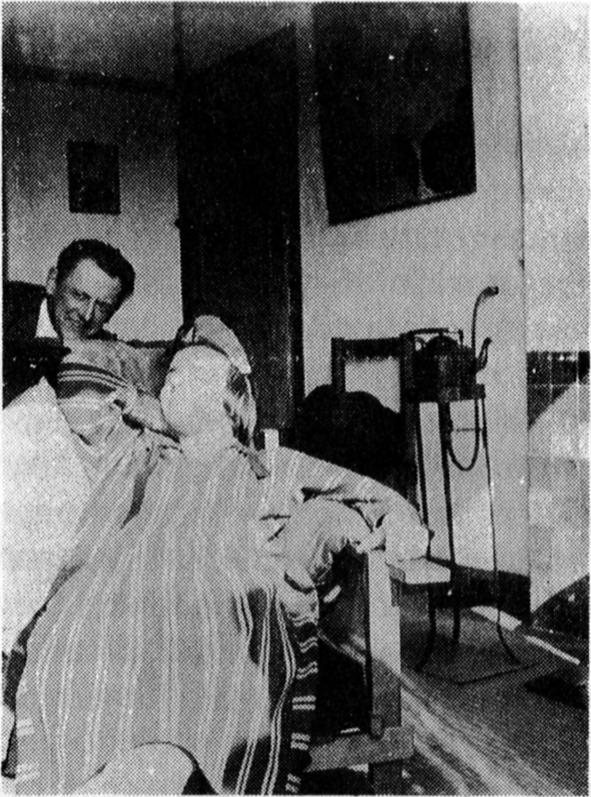
Kurt Schwitters et Nelly van Doesburg en 1923.
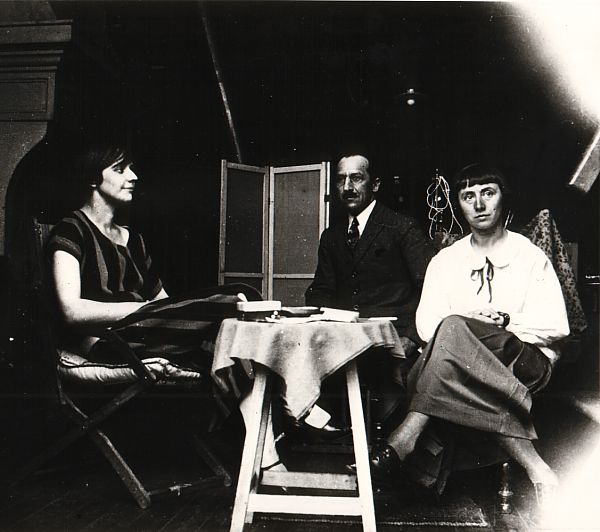
Nelly van Doesburg, Piet Mondrian et Hannah Höch, avril 1924.
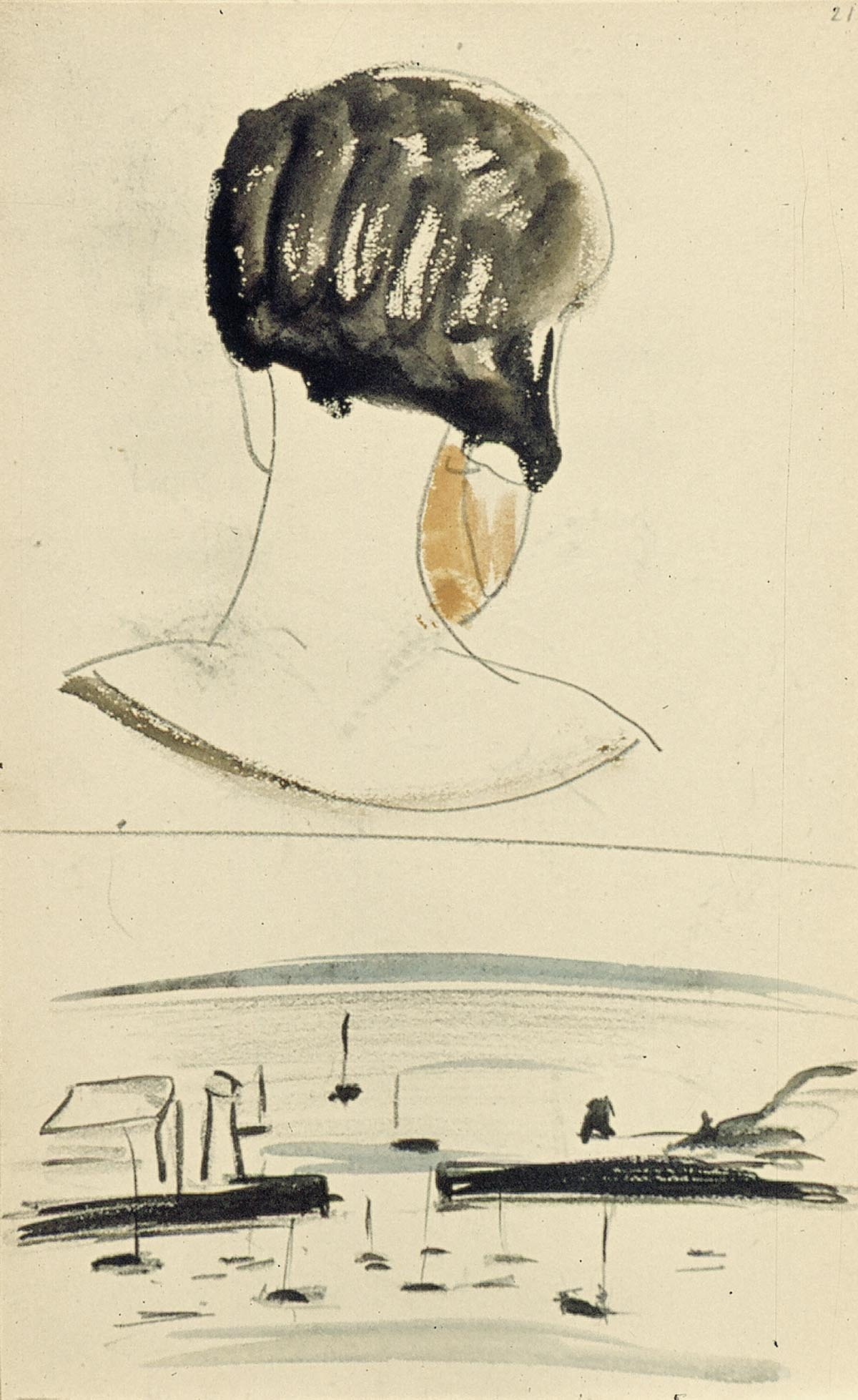
Nelly van Doesburg vue de derrière et Vue d'un port, Theo van Doesburg, crayon et aquarelle sur papier, 1924. Centraal Museum d'Utrecht.
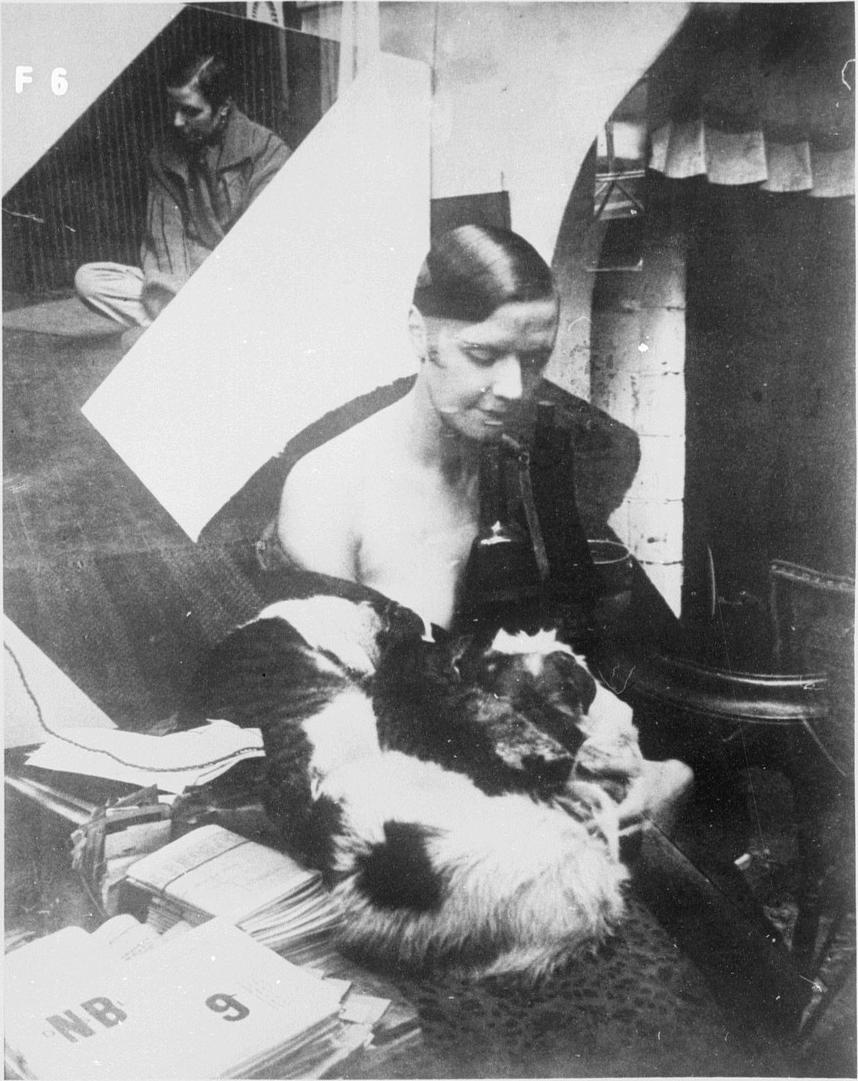
Portrait simultané de Nelly-Pétro, Theo van Doesburg, photomontage, 1926 (?). Bibliothèque universitaire de Leyde.
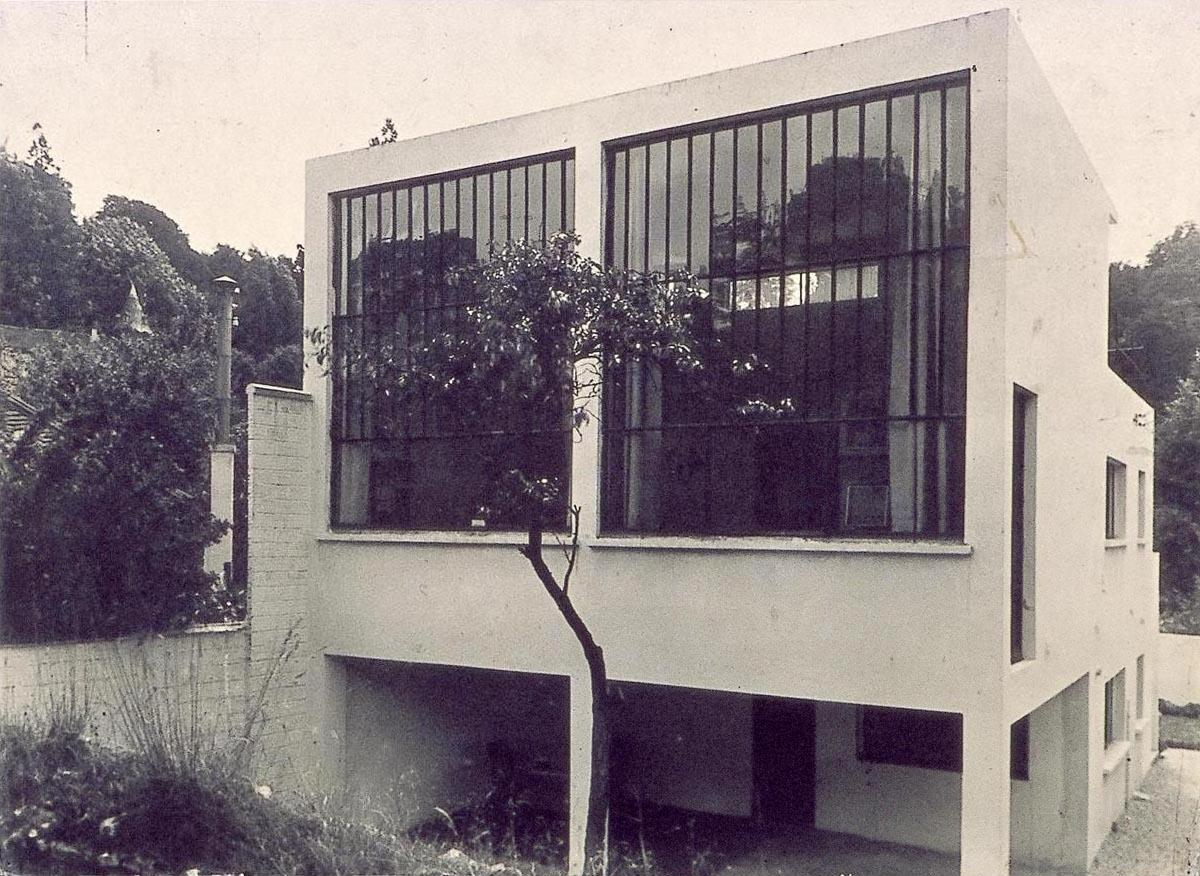
La maison van Doesburg à Meudon.

## L'Union des Artistes Progressistes internationaux[8]

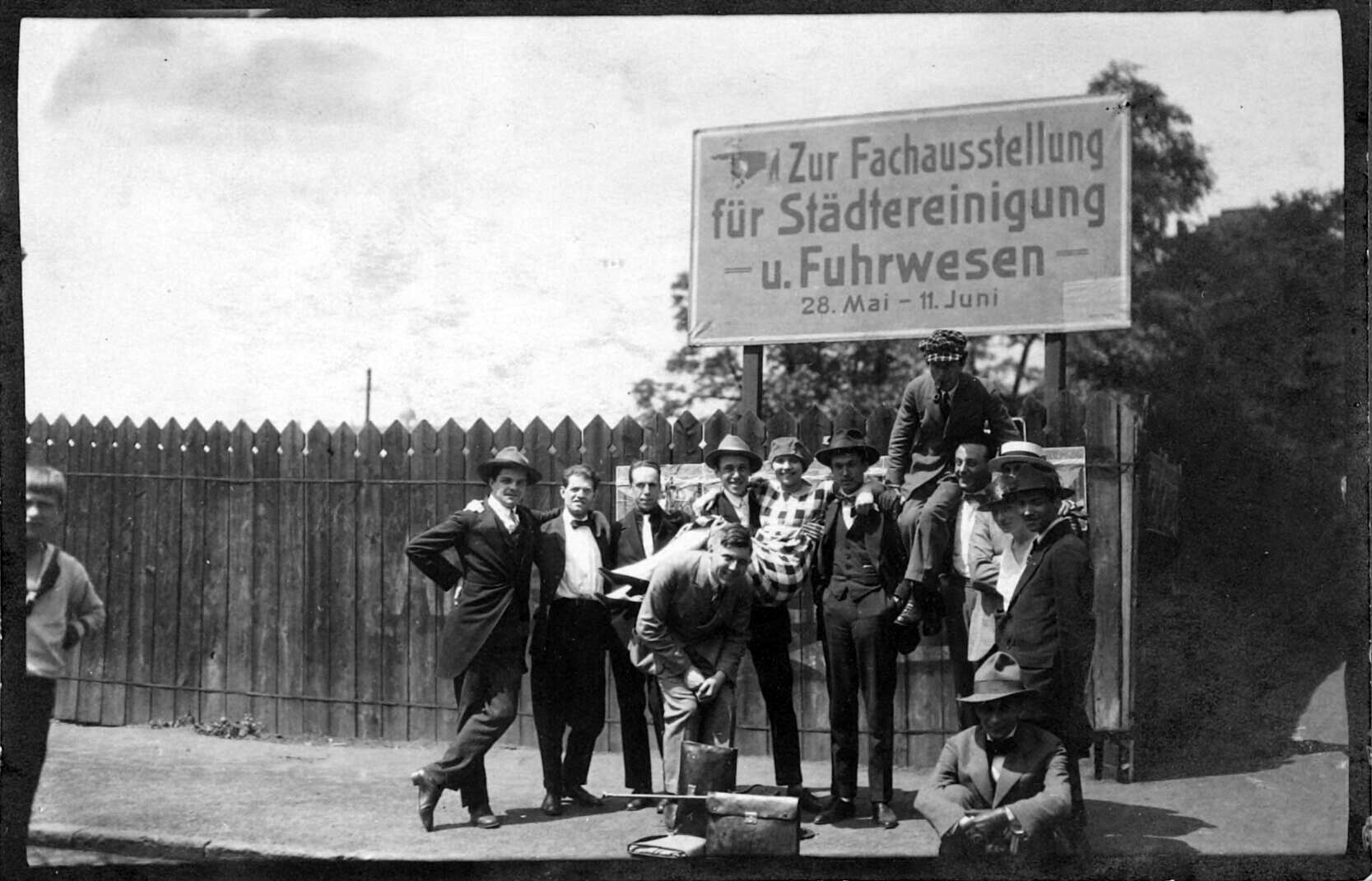
Union des Artistes Progressistes internationaux (1922).

De gauche à droite : enfant inconnu, Werner Graeff, Raoul Hausmann, Theo van Doesburg, Cornelis van Eesteren, Hans Richter, Nelly van Doesburg, inconnu (De Pistoris ?), El Lissitzky, Ruggero Vasari, Otto Freundlich (?), Hannah Höch, Franz Seiwert et Stanislav Kubicki.

## Discographie
- Pétro Van Doesburg - Répertoire De Stijl/Bauhaus/Dada.